# Donaualtwasser bei Leitheim (NSG)

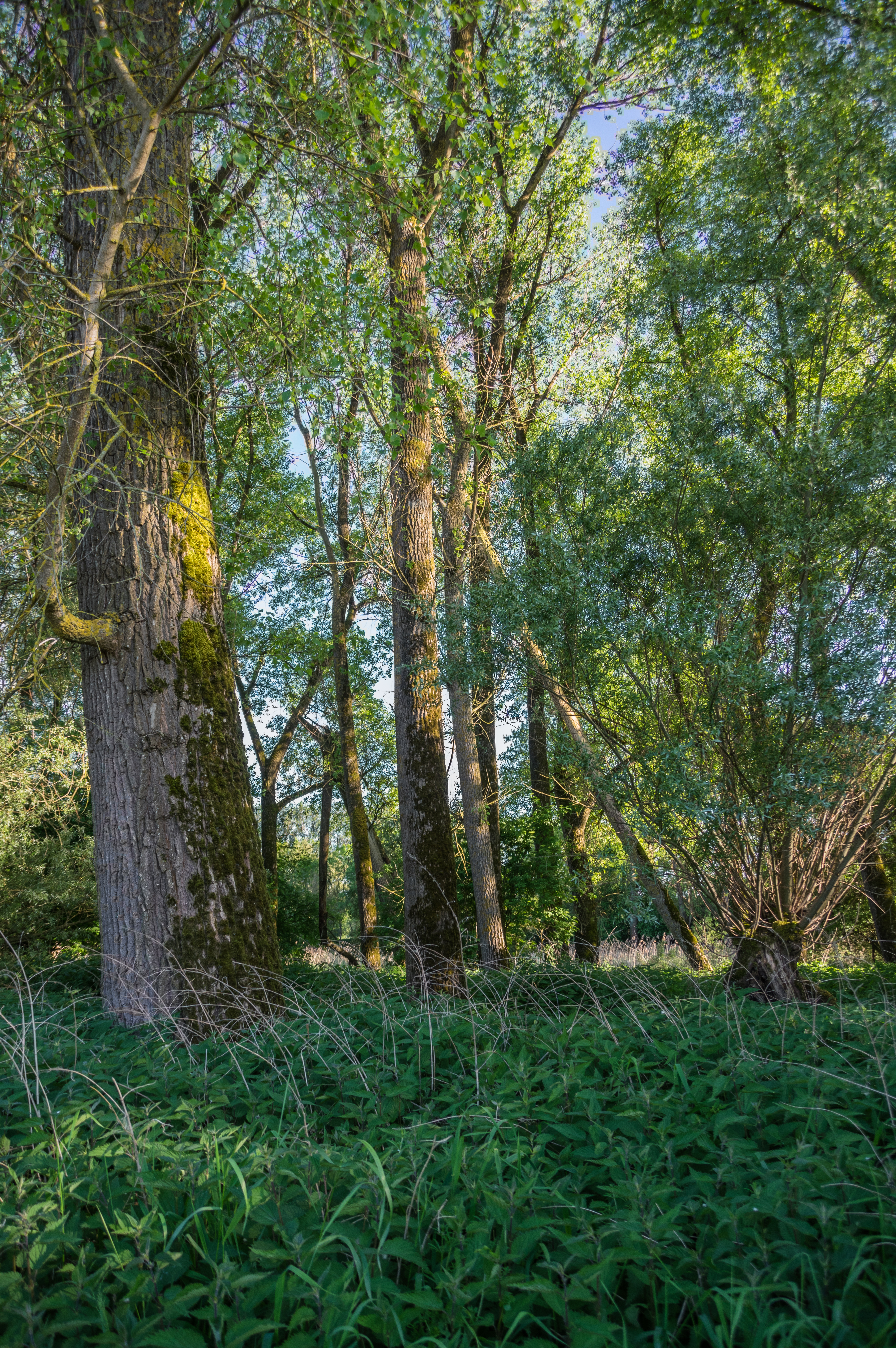
Mächtige Erlen oft mit urigem und dem Wasserstrom folgendem Wuchs Erlen prägen den Nordrand

Das Donaualtwasser bei Leitheim ist ein Naturschutzgebiet, das beim gleichnamigen Ortsteil der Marktgemeinde Kaisheim im Landkreis Donau-Ries, Regierungsbezirk Schwaben in Bayern, liegt. Es handelt sich um einen sehr schmalen Randstreifen des nördlichen Donauufers mit einer Fläche von 58 ha, die Inschutzstellung erfolgte am 13. April 1994.
Koordinaten: 48° 44′ 23,9″ N, 10° 53′ 32,5″ O
Die Fläche ist gleichzeitig Teil des FFH-Gebiets 7232-301 „Donau mit Jura-Hängen zwischen Leitheim und Neuburg“ und des SPA-Gebiets 7231-471 „Donauauen zwischen Lechmündung und Ingolstadt“ und unterliegt damit gleichzeitig den Richtlinien von den Richtlinien von Natura 2000.
Unterhalb der Donauleite mit Südsteilhang liegt ein Altarm der Donau, der teilweise grundwassergespeist ist. Die landwirtschaftlich nicht nutzbare Lage in einem leichten Donaubogen hat eine vielfältige Gewässer- und Verlandungsvegetation erhalten, in der Hartholzauenbestände als Reste erhalten sind. Trotz des teilweise unmittelbar angrenzenden Kanalbetts der Donau haben sich auch kleinflächige Weichholzbestände in weniger oft überfluteten Teilbereichen erhalten.
Die Fläche ist aufgrund der Nähe eine wertvolle Ergänzung der benachbarten Staustufen Feldheim und Bertoldsheim als Vogelfreistätten des Ramsargebietes „Lech-Donau-Winkel“ als Rast-, Brut- und Lebensraum auch seltener Wasservögel, die das Schutzgebiet gern als Rast- und Überwinterungsplatz annehmen. Im Verbund mit den unmittelbar nördlich anschließenden landwirtschaftlich genutzten Wiesenflächen und Streuobstflächen findet sich hier eine üppige und vielfältige Fauna und Flora im Auwaldbestand, den Flachwasserzonen und Uferbereichen.